# 大根川 (愛知県)
大根川（おおねがわ）は、愛知県名古屋市天白区を流れる天白川水系の準用河川。

## 概要
天白川の支川。大根池より下流は準用河川として指定されている。ほとんどの区間は暗渠となっている。名古屋市長の管理である。
かつては用水がとられていたほか、約424.4間（約772メートル）の堤防が存在した。ため池の土堰堤は1920年（大正9年）には修繕工事も行われている。

## 地理
本地池など天白区南部に源を発し、大根池を経て天白川に合流、伊勢湾に注ぐ。天白区内で流路が完結する。
大根池より下流の延長は全長約679メートル、流域面積は約1.56平方キロメートル。原調節池と隣接している。土地区画整理事業により付け替えられる前は大根池（かつては島田池とも呼ばれた）の西を流れていた。

### 地名の由来

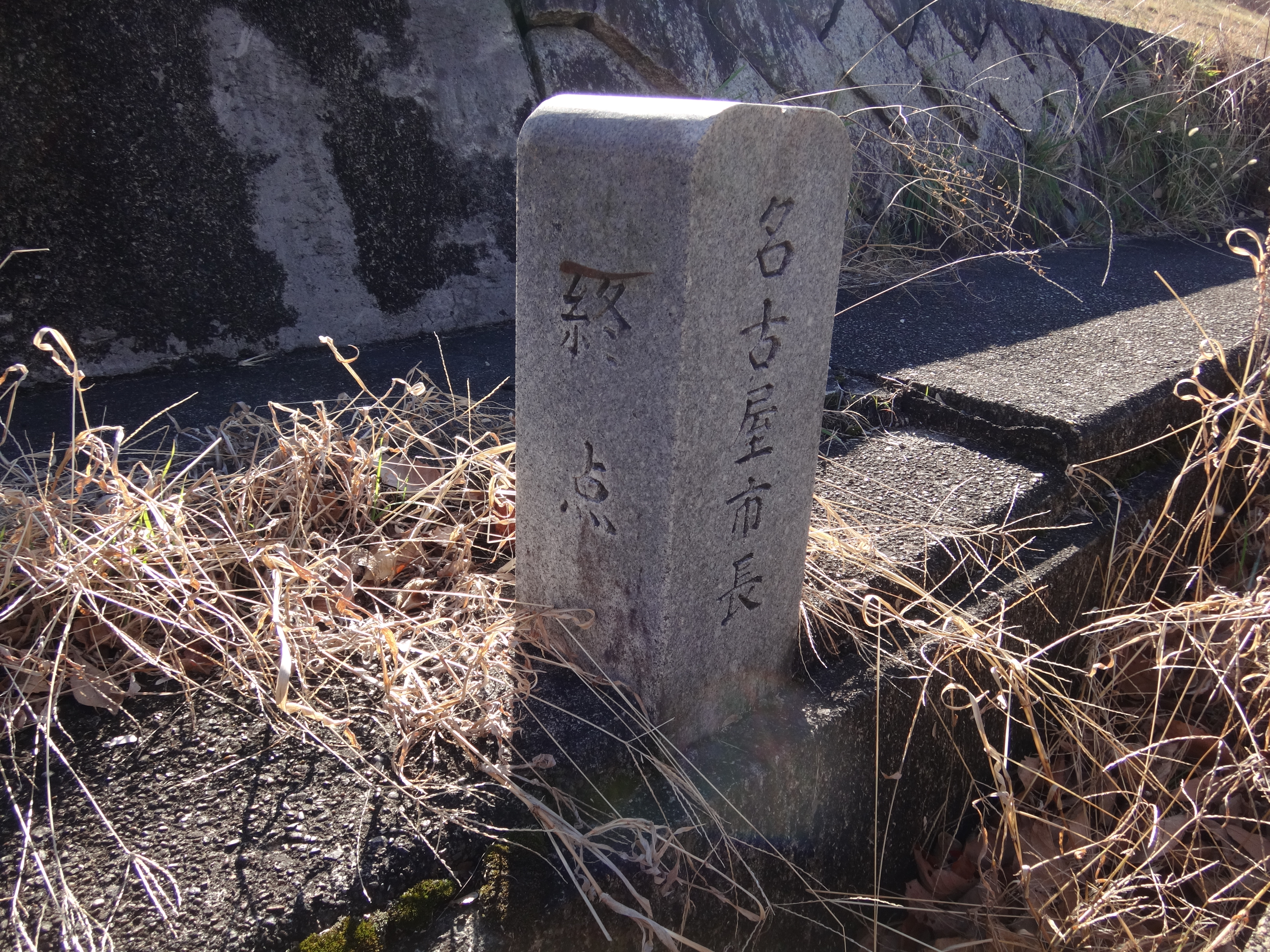
準用河川大根川の終点（最上流）。

大根川の名前は、『負いね子』という言葉が転化してできたもの」とされている。これは「池場に勢力を持っていた豪農が、小牧・長久手の戦いの折に、徳川家康を背負って（おおねて）水量の増した大根川を渡らせた」という伝承に由来する。しかし、これらの話は後世の作り話の可能性が高い。
また、『溝口』という地名は、大根川から用水がとられていたことに由来するとされる。

### 流域の周辺施設
- 天白公園
- 名古屋市天白生涯学習センター
- 原調節池
- 山ノ杁公園
- 中山神社
- 天白消防署

## 橋梁
- 天白小橋（人道橋）- 天白川との合流地点[5]
- 大根橋 - 現存しない[5]。

## ギャラリー

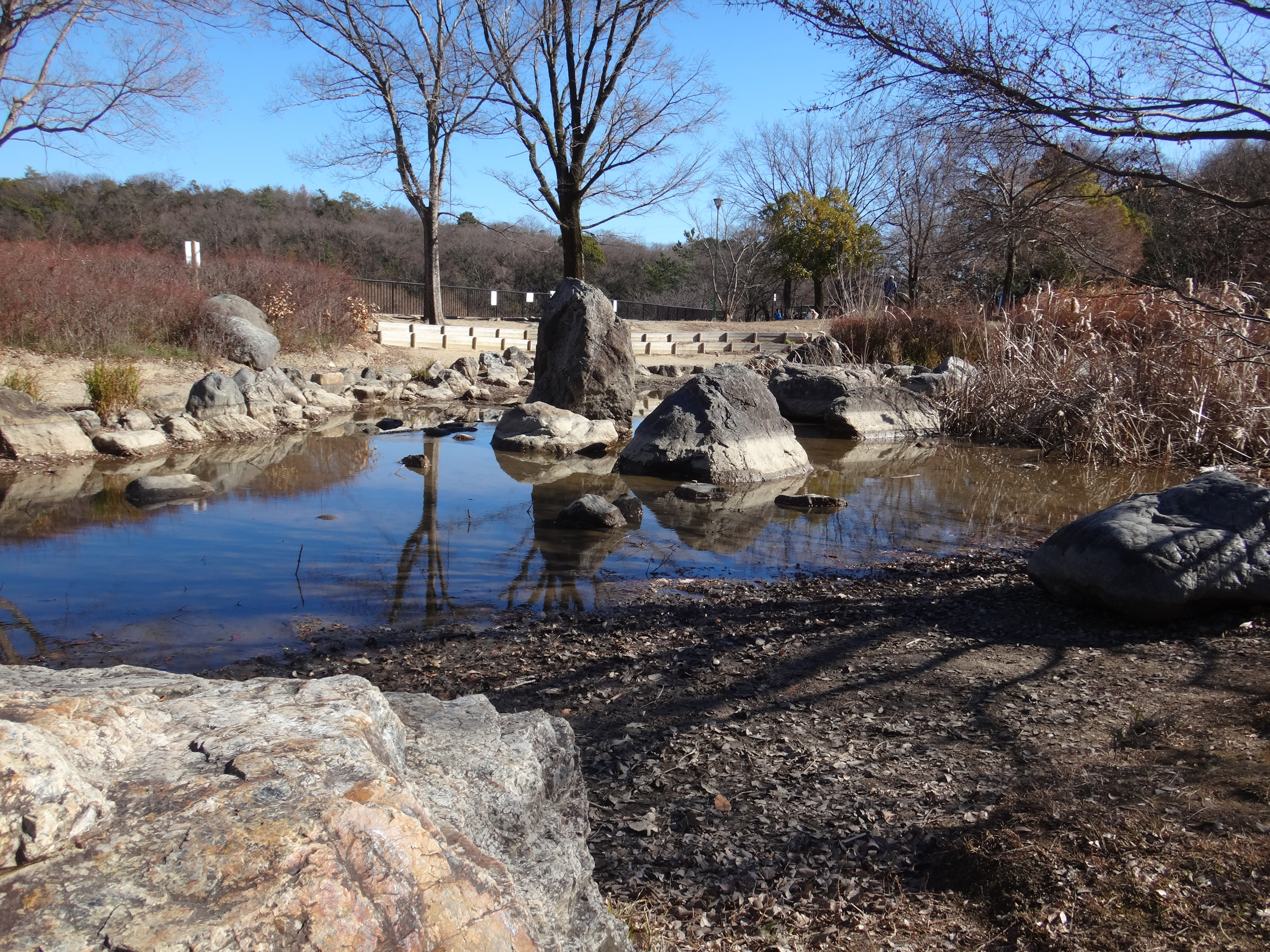
大根川の源流のひとつ。 （2024年（令和6年）1月）
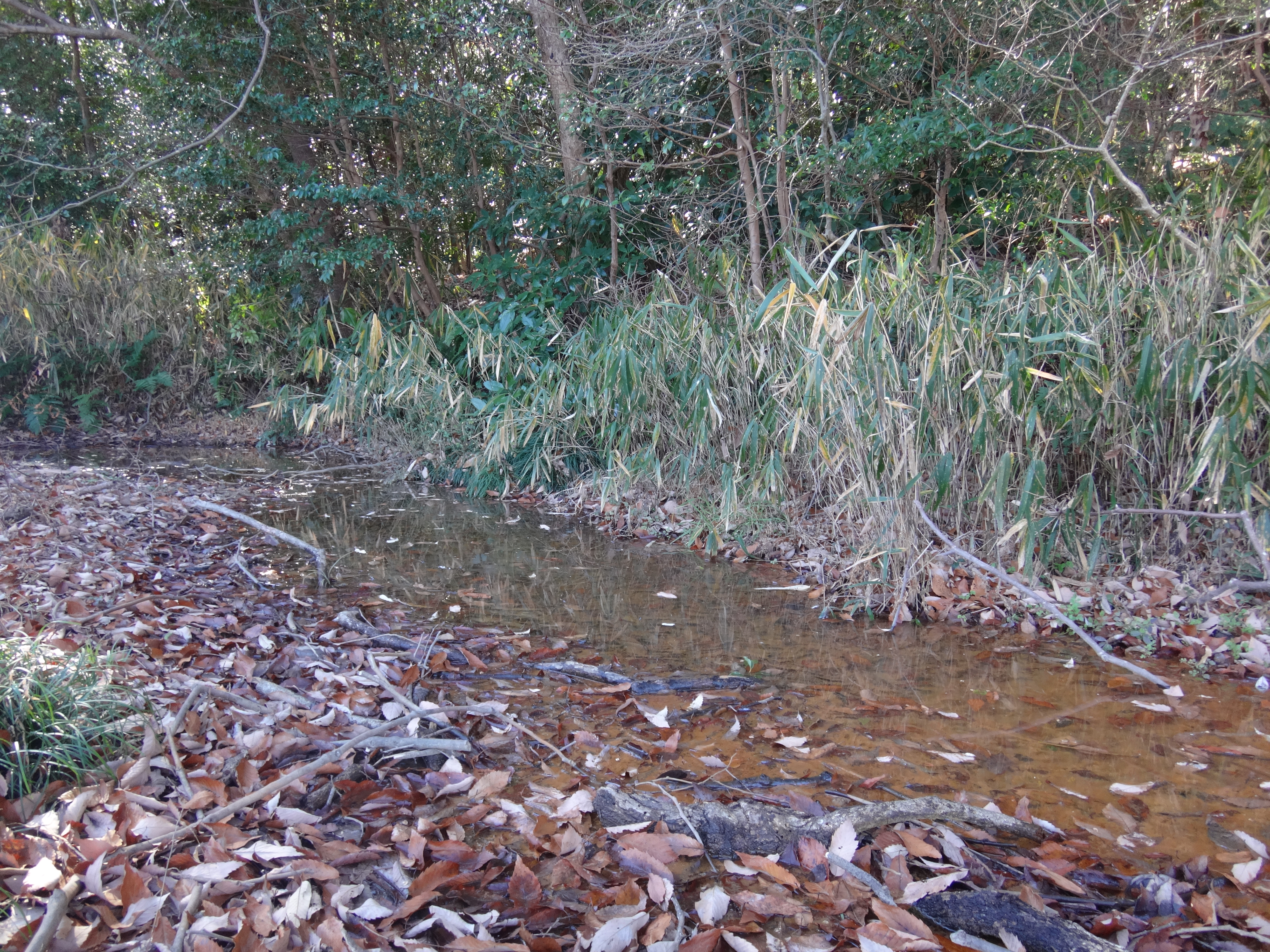
大根川の源流のひとつ。 （2024年（令和6年）1月）
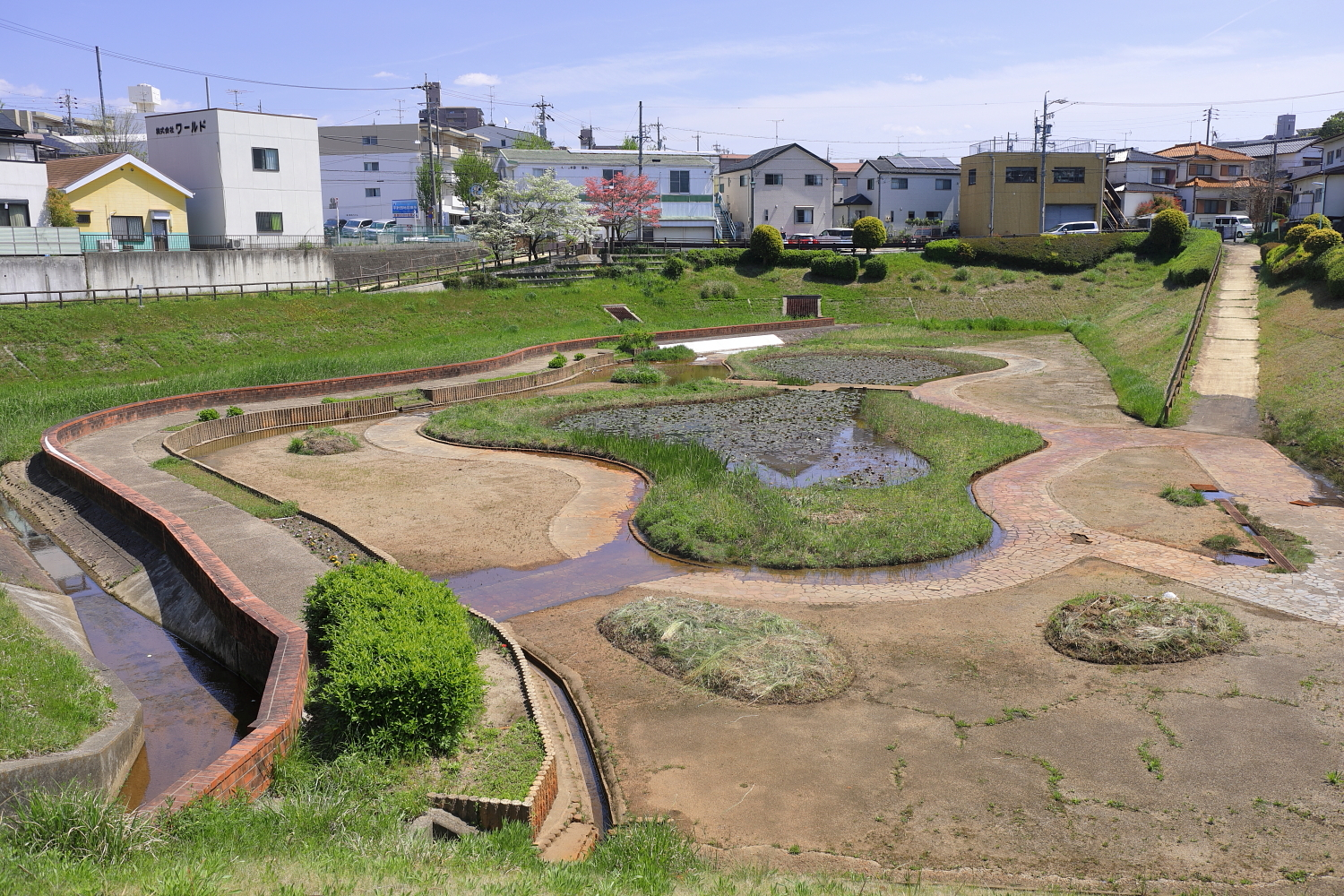
本地池と、大根川の源流のひとつ。 （2021年（令和3年）4月）